# Vonszan
Vonszan (hangul: 원산시, Vonszan-si, handzsa: 元山市, RR: Wŏnsan-si) egy megközelítőleg háromszázezer lakosú település Észak-Korea területén, Kangvon (Kangwŏn) tartomány székhelye.

## Történelem

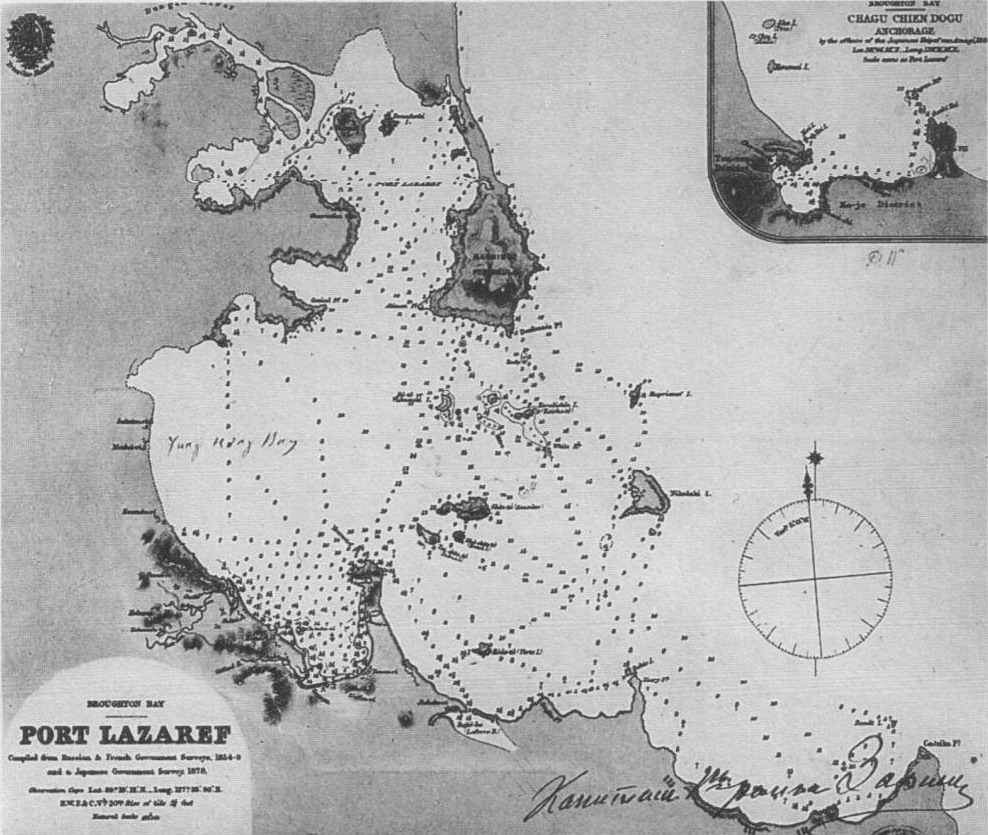
Port Lazarev térképe

A város mai területén a Csoszon-dinasztia idején a 19. században létrejött Vonszandzsin (Wonsanjin) (원산진; 元山津) főleg halászattal és kereskedelemmel foglalkozott. 1880-tól orosz érdekeltségbe kerülő város Port Lazarev néven kereskedelmi kikötővé vált. 1910-től a japánok lettek a város urai és elkezdődtek a vasútvonalak építése, először Szöulba 1914-ben, majd később Phenjanba is. A japán uralom idején fontos része volt a város a Koreai-félsziget és a japán anyaország kereskedelmének. A város területén a második világháború idején repülőtér is működött. A japán megszállás alatt a várost iparosították, illetve a legnagyobb áruközvetítő hely lett a Japán Birodalom és gyarmata között. A világháborút követően az ország az új, észak-koreai állam része lett. A koreai háború idején a város és annak környéke is csatatérré változott, és amellett, hogy amerikai bombázók célpontjává vált, dél-koreai, amerikai és angol tengeri egységek vették blokád alá, ami 1951-től a fegyverszünetig tartott (lásd még: Vonszan (Wonsan) blokádja).

## Földrajz
A város 269 km² területen terül el. A Japán-tenger (Koreai megnevezésben: Keleti-tenger) legnyugatabbi részében, a Koreai-félsziget nyakának keleti csücskében található. A Cshangdok (Changdok)-hegy és a Naphal (Napal)-hegy a város nyugati részén találhatóak. Több mint 20 kis sziget található a város partvonala közelében, olyanok, mint például a Hvangtho (Hwangto) és a Rjo (Ryo). Vonszan (Wonsan) városát tökéletes természetes kikötőnek tulajdonítják. A város közelében található továbbá a Gyémánt-hegység, ami az ország legfőbb turisztikai célpontja. A hegységben található turistaövezetbe egészen 2008-ig dél-koreai turisták is ellátogathattak, egy Korea-közi program keretében. 2008 júliusában viszont északi katonák megölték az egyik turistát, arra hivatkozva, hogy be akart hatolni egy katonai létesítményükbe. Ekkor függesztették fel a déliek a programot.

### Éghajlat
A 38. és 43. északi szélességi fok között elhelyezkedő Észak-Korea éghajlata kontinentális jellegű, négy, jól elkülöníthető évszakkal. Vonszan éves max. hőmérsékletét figyelembe véve a leghidegebb a január a maga 2 °C-kával, a legmelegebb pedig az augusztus. 
| Hónap                                           | Jan. | Feb. | Már. | Ápr. | Máj. | Jún. | Júl. | Aug. | Szep. | Okt. | Nov. | Dec. | Év   |
| ----------------------------------------------- | ---- | ---- | ---- | ---- | ---- | ---- | ---- | ---- | ----- | ---- | ---- | ---- | ---- |
| Átlagos max. hőmérséklet (°C)                   | 2,0  | 4,7  | 10,0 | 16,5 | 20,9 | 24,6 | 26,7 | 27,3 | 23,1  | 18,2 | 11,2 | 4,6  | 15,9 |
| Átlagos min. hőmérséklet (°C)                   | −5,5 | −3,6 | 1,7  | 7,7  | 12,2 | 17,1 | 20,9 | 21,4 | 16,3  | 10,5 | 3,6  | −2,6 | 8,4  |
| Átl. csapadékmennyiség (mm)                     | 37   | 25   | 23   | 41   | 80   | 135  | 280  | 211  | 213   | 120  | 56   | 28   | 1249 |
| Forrás: Weather OnLine és Wetter Spiegel Online |      |      |      |      |      |      |      |      |       |      |      |      |      |

## Testvérvárosai
- Vlagyivosztok
- Puebla

## Fordítás
- Ez a szócikk részben vagy egészben  a   Wonsan című angol Wikipédia-szócikk fordításán alapul.  Az eredeti cikk szerkesztőit annak laptörténete sorolja fel. Ez a jelzés csupán a megfogalmazás eredetét és a szerzői jogokat jelzi, nem szolgál a cikkben szereplő információk forrásmegjelöléseként.